# Abdelhakim Belhadj
Abdelhakim Belhadj (árabe: عبد الحكيم بالحاج tr., n. en Souq al Jum'aa, Trípoli, Libia, el 1 de mayo de 1966) es un político y líder militar libio cuyo nombre de guerra es Abu Abdallah Assadaq. Es líder del conservador islamista Partido al-Watan y exjefe del Consejo Militar de Trípoli. Fue emir del Grupo Islámico Combatiente Libio (GICL), actual extinta guerrilla anti-Gadafi.

## Nacimiento y guerra en Afganistán
Nació el 1 de mayo de 1966 en Souq al Jum'aa, un área de la capital Trípoli; estudió ingeniería civil en la Universidad Al Fateh. Deficiente para deshacerse Libia del coronel Muammar el Gadafi (que había tomado el poder mediante una revolución el 1 de septiembre de 1969, derrocando al rey Idris I), Belhadj junto con otros jóvenes islamistas formó un grupo, pero fueron perseguidos del país antes que ellos pudieran lograr algo. Salió del país vía Arabia Saudí y arribó a Afganistán, y se convirtió en un luchador del Islam en la guerra afgano-soviética.
En 1992, después que el Muyahidín tomara la capital Kabul, atravesó el Medio Oriente y Europa Oriental, antes de regresar a Libia ese mismo año. Él y otros formaron el Grupo de Lucha Islámica Libio (GLIL), que quería derrocar a Gadafi de 1994 en adelante. Belhadj fue conocido durante este periodo como Abu Abdullah al-Sadiq y fue parte de la campaña de insurgencia que hizo el GLIL desde el este de Libia. Pero después de 3 intentos de asesinato fracasados contra Gadafi, el grupo fue aplastado en 1998.

## Arresto en Bangkok, regreso a Libia vía rendición de la CIA
Belhadj y otros líderes del GLIL viajaron a Afganistán y se juntaron con el Talibán. En 2002, tras los atentados terroristas del 11 de septiembre de 2001 en Estados Unidos y la reconciliación de Gadafi con Occidente, una orden de arresto fue emitida para Belhadj por las autoridades libias. El gobierno de Gadafi alegó que él fomentó “cerrar relaciones” con líderes de Al-Qaeda y específicamente el jefe del Talibán Mullah Omar. Estando en Jalalabad, Afganistán, él alegó promover y financiar campos de entrenamiento para combatientes muyahidines árabes. Después que los Estados Unidos entraron a Afganistán bajo el comando de las Naciones Unidas para confrontar al Talibán -en la nueva Guerra de Afganistán- los miembros remanentes del GLIL dejaron el país y se fueron a Europa y el Sureste de Asia.
El artículo reportó que, después de la invasión de Afganistán por Estados Unidos, Abdelhakim Belhadj fue arrestado en Pakistán a finales de 2001 y entregado a oficiales de seguridad de Estados Unidos, pero a diferencia de otros detenidos en Afganistán, fue repatriado a Libia 2 meses después. 
Rastreado por la Agencia Central de Inteligencia (CIA), tras un dato del MI6 británico mandado desde Londres, Reino Unido, basado en sus informantes, Belhadj fue arrestado junto con su esposa embarazada en 2004 en el Aeropuerto Internacional de Kuala Lumpur, Malasia. Trasladado en el mismo avión a Bangkok, Tailandia, fue puesto en custodia de la CIA, donde estuvo retenido en una prisión secreta en el aeropuerto. Regresó a Libia en el vuelo N313P, y estuvo encarcelado en la cárcel de Abu Salim por 7 años.
Según el expresidente de Gobierno de España José María Aznar, Abdelhakim Belhadj fue sospechoso de complicidad en los atentados del 11 de marzo de 2004 en el metro de Madrid.
En marzo de 2010 bajo una "desradicalización" dirigida por Saif al Islam Gadafi, las autoridades libias hicieron sospechas entre otros 170 slamistas de Libia. En marzo de 2011 Belhadj apareció en un video inédito del canal catarí Al Yazira, en el que aparece elogiando la mediación de Saif al Islam para su liberación. En respuesta, el hijo de Gadafi dijo que el hombre que es libre "no hace un gran daño a la sociedad."
Belhajd es reportado a hacer un procedimiento legal contra el gobierno británico sobre su rol en su rendición a Libia. Jack Straw reportó que en privado él admitió haber firmado la orden de traslado al Secretario del Exterior, algo que el ex primer ministro del Reino Unido Tony Blair continúa negando todo conocimiento.

## Guerra de Libia de 2011
Belhadj fue hecho comandante del Consejo Militar de Trípoli, después que los rebeldes tomaran la capital durante la Batalla de Trípoli en agosto de 2011.
Después que los rebeldes completaran la toma de Trípoli, un equipo conjunto rebelde y de Human Rights Watch basó documentos referentes a Belhadj y su regreso a Libia, originales de la CIA y el MI6. Entrevistado por el periodista de los diarios The Guardian, Le Monde y BBC News, Jeremy Bowen, Belhadj mostró documentos relacionados con su caso y más sobre la cooperación entre la CIA/MI6 y las fuerzas de seguridad libias bajo el comando de Moussa Koussa. En una posterior entrevista con el detenido Abdelati Obeidi, el exministro del Exterior bajo Gadafi, comentó que el MI6 en Trípoli operó hasta el estallido de la revolución en febrero.
Como resultado de los alegatos el primer ministro del Reino Unido David Cameron hizo una declaración en la Cámara de los Comunes, que ordenó la investigación bajo el juez Sir Peter Gibson, el Comisionado de los Servicios de Inteligencia, para ampliarla al tener en cuenta los alegatos libios.

## Política
Belhadj renunció a su liderazgo del Consejo Militar de Trípoli el 14 de mayo de 2012 para iniciar su campaña para las elecciones de ese mismo año. Se convirtió en líder del Partido al-Watan, un nuevo partido político lanzado en la semana del 20 de mayo.

## Familia
Abdelhakim Belhadj tenía un hermano menor, Younis Belhaj, que fue una gran figura en el Consejo de Trípoli. Su hermano fue muerto en Bani Walid en noviembre de 2011 cuando un grupo de rebeldes fue emboscado por fuerzas leales.